# David Tomas
Pour les articles homonymes, voir Tomas.
David Tomas est un artiste, anthropologue, théoricien et enseignant canadien né à Montréal en 1950 et mort le 3 avril 2019.

## Biographie
David Tomas, né en 1950 à Montréal, est professeur à l'École des arts visuels et médiatiques de l'Université du Québec à Montréal. Son travail  explore les cultures et les systèmes d'imagerie. Tomas a écrit des articles sur l'anthropologie et la sémiotique du processus photographique et sur les pratiques artistiques actuelles. En 2001-2002, il a reçu la bourse Claudia De Hueck en arts et sciences au Musée des beaux-arts du Canada, à Ottawa. Il est l’auteur de plusieurs ouvrages,, ,, ,.

## Expositions solo récentes
- 2013 : Projections 2006-2010, Oboro, Montréal,
- 2013 : Consigned for Auction, Artexte, Montréal,
- 2015 : Lot 94, New Eldorado, Montréal,
- 2015 : Study for This is Tomorrow II, La Mirage, Montréal.

## Collections
- Bibliothèque nationale de France ;
- Galerie d'art de Vancouver ;
- Musée des beaux-arts du Canada ;
- Musée canadien de la photographie contemporaine ;
- Musée des beaux-arts de l'Ontario ;
- Musée d'art contemporain de Montréal ;
- Rose Goldsen ;
- Archive of New Media Art ;
- Cornell Library Université Cornell ;
- Agnes Etherington Art Centre ;
- Galerie de l'UQAM ;
- Université du Québec à Montréal ;
- Oakville Galleries ;
- Centre international d'art contemporain de Montréal ;
- Banque d'art du Conseil des arts du Canada ;
- Collections privées en Amérique du Nord et en Europe.

## Prix et distinctions
- Claudia De Hueck Fellowship in Art and Science.
- Musée des beaux-arts du Canada, Ottawa (2001-2002) [8].
- Bourse de recherche, professeur invité, Department of Visual Arts, Goldsmiths College, University of London (1997).
- Inco Contemporary Curatorial Writing Award de l'Ontario Association of Art Galleries (1995).
- Andrew W. Mellon & Pew Charitable Trust Fellowship octroyée en critique de l'art contemporain.
- California Institute of the Arts, Santa Clarita, California (1994-1995).
- Chercheur postdoctoral, History of Consciousness Programme, Université de Californie à Santa Cruz (1987-1989).

## Écrits
- (en) David Tomas, « What is a New Technology? Machine Drawings, Sentience, Intercultural Contact », Parachute,‎ octobre 1996, p. 46-51 (lire en ligne)